# Fayette (Iowa)
Fayette – miasto w Stanach Zjednoczonych, we wschodniej części stanu Iowa, w hrabstwie Fayette. W 2000 roku liczyło 1300 mieszkańców.

## Klimat
Miasto leży w strefie klimatu kontynentalnego, wilgotnego z gorącym latem, należącego według klasyfikacji Köppena do strefy Dfa. Średnia temperatura roczna wynosi 7,7°C, a opady 876,3 mm (w tym 110 cm śniegu). Średnia temperatura najcieplejszego miesiąca - lipca wynosi 22,3°C, natomiast najzimniejszego stycznia -8,8°C. Najwyższa zanotowana temperatura wyniosła 43,3°C, natomiast najniższa -40,0°C. Miesiącem o najwyższych opadach jest czerwiec o średnich opadach wynoszących 116,8 mm, natomiast najniższe opady są w styczniu i wynoszą średnio 30,5 mm.